# Viliukų miškas
Viliukų miškas este o arie protejată (sit de importanță comunitară — SCI) din Lituania întinsă pe o suprafață de 909 ha, integral pe uscat.

## Localizare
Centrul sitului Viliukų miškas este situat la coordonatele 55°14′40″N 24°31′42″E / 55.2444°N 24.5283°E.

## Înființare
Situl Viliukų miškas a fost declarat sit de importanță comunitară în iunie 2005 pentru a proteja 2 specii de animale.

## Biodiversitate
Situată în ecoregiunea boreală, aria protejată nu include niciun habitat protejat.
La baza desemnării sitului se află mai multe specii protejate de  nevertebrate (2): fluturele flitirar (Euphydryas maturna), fluturele purpuriu (Lycaena dispar).